# Gerhard Schulze
Gerhard Schulze (født 9. november 1944 i Lindau, Tyskland) er en tysk sociolog, som er kendt for sit arbejde inden for kultursociologi og hverdagslivets sociologi. Schulzes bidrag til sociologien har fokuseret på studiet af kultur, forbrug og modernitet. Schulze havde tidligere stillingen som professor i sociologi ved universitetet i Bamberg i Tyskland, hvor han udførte meget af sin forskning og bidrog til det akademiske samfund. Gerhard Schulze er forfatter til flere bøger og artikler inden for sociologi, og han er især kendt som ophavsmand til begrebet om oplevelsessamfundet.

## Sociologi
Gerhard Schulze har været en fremtrædende skikkelse inden for kultursociologi. Han har udforsket, hvordan kultur former og påvirker social adfærd, værdier og praksisser i nutidens samfund. Hans arbejde dykker ofte ned i samspillet mellem kulturelle fænomener og samfundsmæssige forandringer.
Schulze har undersøgt hverdagslivets sociologi og søgt at forstå, hvordan individer navigerer i deres daglige rutiner og giver mening om verden omkring dem. Han har udforsket indvirkningen af forbrugerkultur, massemedier og globalisering på hverdagsoplevelser.
Meget af Schulzes forskning har fokuseret på forbrugets og livsstilens rolle i det moderne samfund. Han har undersøgt, hvordan forbrugernes valg, præferencer og fritidsaktiviteter hænger sammen med identitetsdannelse og sociale relationer.

## Teorien om oplevelsessamfundet
Et af hans kendte værker er "Die Erlebnisgesellschaft" ("Oplevelsessamfundet") fra 1992, hvor han udforsker skiftet fra et industrisamfund til et oplevelsesdrevet samfund. Det repræsenterer hans perspektiv på en transformation i det moderne samfund fra et industrisamfund med fokus på produktion og materielle goder til et samfund, der lægger vægt på individuelle oplevelser og forbrug af oplevelser.
Schulze hævder, at der i oplevelsessamfundet sker et skift fra traditionelle værdier centreret om materielle besiddelser og produktion (typisk for industrisamfundet) til værdier, der prioriterer oplevelser og følelsesmæssig opfyldelse. Folk søger i stigende grad meningsfulde liv og unikke oplevelser.
I dette samfund bliver fritidsaktiviteter og forbrug af oplevelser centralt i menneskers liv. Udøvelse af fritid og oplevelser er ikke længere begrænset til fritid; det strækker sig ind i alle livets aspekter.
Schulze fremhæver betydningen af kulturelt og æstetisk forbrug, herunder aktiviteter som deltagelse i koncerter, kunstudstillinger, teaterforestillinger og kulturelle begivenheder. Disse aktiviteter ses som essentielle for personlig vækst og selvudfoldelse.
Schulze diskuterer også oplevelsessamfundets udfordringer og konsekvenser. Disse omfatter spørgsmål relateret til tab af autenticitet, fremmedgørelse og risiko for overfladiske eller "falske" oplevelser, der bliver fremstillet af kulturindustrien.

## Kritik af teorien om oplevelsesamfundet
Kritikken af Schulzes samfundsdiagnose går især på, at den er alt for forsimplet, og nogle mener, den også er forældet i 2020'erne. Kritikere antyder, at begrebet om oplevelsessamfundet nemt kommer til at oversimplificere kompleksiteten af menneskelige oplevelser. Begrebet kan ikke i tilstrækkelig grad tage højde for den mangfoldighed af oplevelser, folk har, inklusive dem, der ikke er relateret til forbrug eller fritid. Menneskets oplevelsesverden handler om andet og mere end at søge følelsesmæssig opfyldelse, men det overser Schulzes teori.
Nogle kritikere hævder, at Schulzes teori også oversimplificerer, derved at den har en tendens til at fokusere på individuelle valg og oplevelser uden at give tilstrækkelig opmærksomhed til de strukturelle faktorer, der former muligheder og begrænsninger. Disse strukturelle faktorer kan omfatte økonomiske uligheder, sociale institutioner og politiske systemer i de moderne vestlige samfund, som Schulze overser betydningen af. Flere fremtrædende skikkelser inden for disse områder, såsom Pierre Bourdieu, Zygmunt Bauman og Anthony Giddens, har understreget vigtigheden af strukturelle faktorer som økonomisk ulighed, sociale institutioner og kulturel kapital i forståelsen af det moderne samfund. Hvis man karakteriserer det moderne samfund som et oplevelsessamfund, overser man for eksempel, at samfundet ikke er styret af individers trang til at søge gode oplevelser og realisere sig selv, men af strukturelle forhold som magt, tiltagende kapitalisme, voksende økonomisk ulighed, sociale klasser, konkurrence og markedsgørelse, økologisk ubalance eller lignende.
Der har også været kritik rettet mod oplevelsessamfundet. Det har gennem lang tid været en almindeligt udbredt kritik, at vægten på individuelle oplevelser kan komme på bekostning af relationelle og fællesskabsmæssige hensyn. En for stor vægt på personlig tilfredsstillelse kan ifølge mange kritikere reducere samfundets sammenhængskraft og sociale bånd.